# Pavel Yakushevskiy
Pavel Yakushevskiy (en russe : Павел Андреевич Якушевский), né le 24 septembre 1987, est un coureur cycliste russe. Spécialisé dans les disciplines de sprint sur piste, il est champion d'Europe de vitesse en 2016.

## Biographie
Pavel Yakushevskiy remporte son premier titre international en 2008. Associé à Denis Dmitriev et Stoyan Vasev, il devient champion d'Europe de vitesse par équipes espoirs.
En 2013 et 2014, chez les élites, il obtient la médaille de bronze en vitesse par équipes aux championnats d'Europe.
En mars 2016, il est annoncé qu'il a été contrôlé positif au meldonium. La Fédération russe déclare que cette substance n'est interdite que depuis le 1er janvier 2016 et qu'il ne s'agissait que de résidus. Il n'est pas suspendu. En octobre, il crée la surprise en devenant champion d'Europe de vitesse à Saint-Quentin-en-Yvelines.

## Palmarès

### Jeux olympiques
- Tokyo 2020
  - 6e de la vitesse par équipes
  - 25e de la vitesse individuelle

### Championnats du monde
- Copenhague 2010
  - 34e de la vitesse
- Apeldoorn 2011
  - 5e de la vitesse par équipe
  - 31e de la vitesse
- Cali 2014
  - 4e de la vitesse par équipe
- Saint-Quentin-en-Yvelines 2015
  - 4e de la vitesse par équipe
- Londres 2016
  - 7e de la vitesse par équipe
- Hong Kong 2017
  - 12e de la vitesse individuelle (éliminé en 1/8 de finale)[4]
  - 13e de la vitesse par équipes[5]
- Apeldoorn 2018
  - 4e de la vitesse par équipes[6]
  - 19e de la vitesse individuelle (éliminé en seizième de finale)[7]
- Pruszków 2019
  -  Médaillé de bronze de la vitesse par équipes
  - 23e de la vitesse (éliminé en seizième de finale)[8]

### Coupe du monde
- 2016-2017
  - 2e de la vitesse à Glasgow
  - 3e de la vitesse à Cali
  - 3e de la vitesse par équipes à Cali
- 2017-2018
  - 1er de la vitesse par équipes à Santiago (avec Shane Perkins et Denis Dmitriev)
- 2018-2019
  - 3e de la vitesse par équipes à Saint-Quentin-en-Yvelines

### Championnats d'Europe
| Édition / Épreuve              | Vitesse individuelle | Vitesse par équipes                                  |
| Pruszków 2008 (espoirs)        |                      | Or (avec Denis Dmitriev et Stoyan Vasev)             |
| Apeldoorn 2013                 |                      | Bronze                                               |
| Baie-Mahault 2014              |                      | Bronze                                               |
| Saint-Quentin-en-Yvelines 2016 | Or                   |                                                      |
| Berlin 2017                    | 9e                   | 4e                                                   |
| Glasgow 2018                   | 9e                   |                                                      |
| Plovdiv 2020                   |                      | Or (avec Denis Dmitriev, Ivan Gladyshev et Sharapov) |

### Championnats nationaux
- 2016
  -  Champion de Russie de vitesse
- 2017
  -  Champion de Russie de vitesse
- 2019
  -  Champion de Russie de vitesse
  -  Champion de Russie de vitesse par équipes
- 2020
  -  Champion de Russie de vitesse par équipes

### Universiade d'été
- Shenzhen 2011
  -  Médaillé d'argent du keirin
  -  Médaillé d'argent de la vitesse